# Oruda
Oruda (così anche in croato) è un isolotto della Croazia che fa parte dell'arcipelago delle isole Quarnerine ed è situata a sud-est della punta meridionale della penisola d'Istria. Si trova nelle secche Palazzuoli (plitvac Palacol) e assieme a Palazziol Piccolo, Scoglietto (Hrid), scoglio Palazzuoli (hrid Bik) e scoglio Žnjorcak compone il gruppo delle isole Palazziol o scogli Palazzuoli. È il maggiore isolotto del gruppo e per questo viene anche chiamato Palazziol Grande o Palazzol Grande.
Amministrativamente appartiene alla città di Lussinpiccolo, nella regione litoraneo-montana.

## Geografia

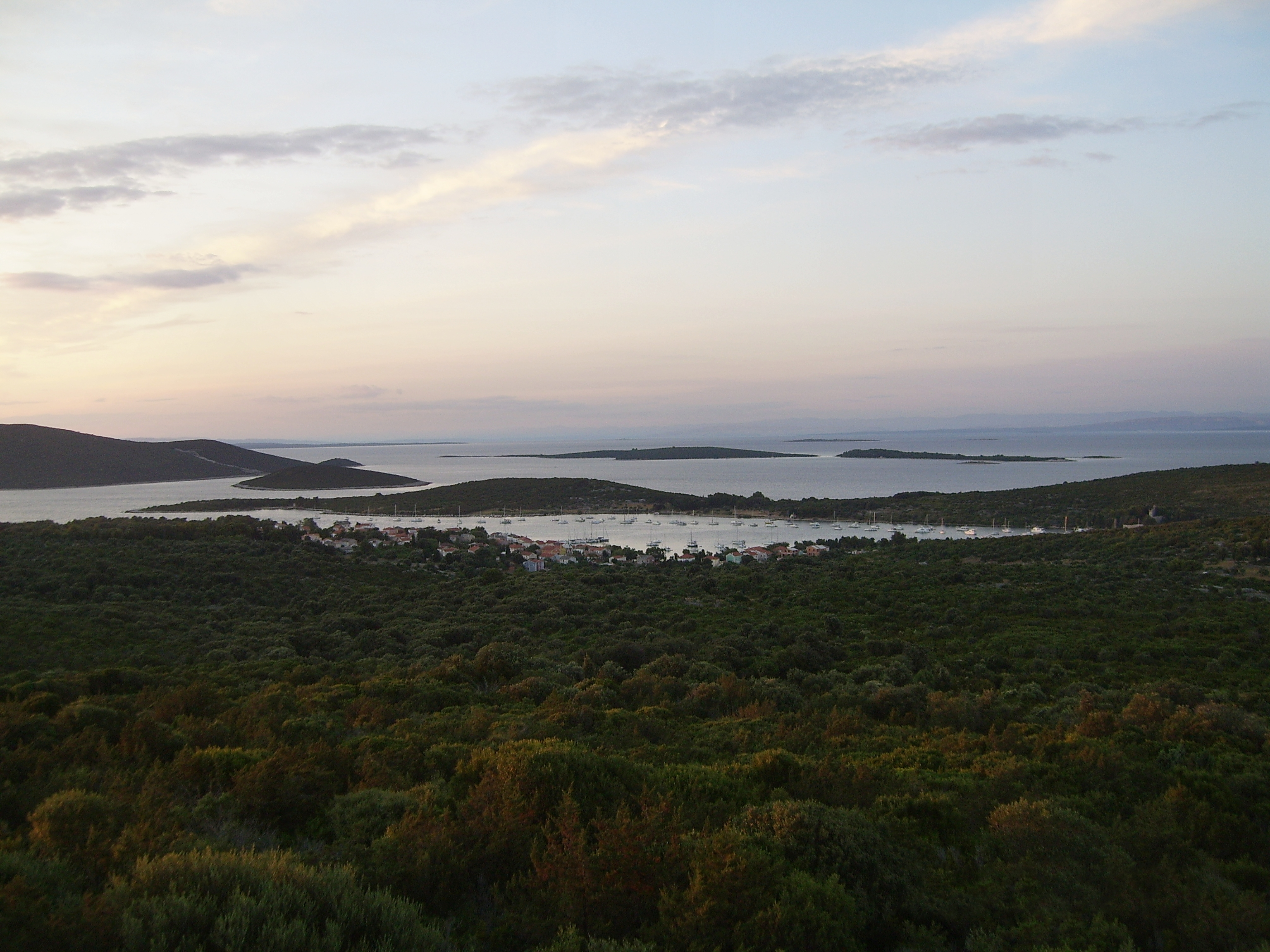
Vista da Asinello, con San Pietro oltre il primo canale. Si vedono anche Lussino e lo scoglio Cosiacco sulla sinistra, e Oriole Grande e Oriole Piccola al centro oltre San Pietro. Oruda è visibile sullo sfondo, tra le due Oriole.

Oruda si trova nella parte meridionale del Quarnarolo, 57 km a sud-est dell'Istria, 6 km a est dell'isola di Lussino e 7,7 km a sud-est dell'isola di Cherso. Tra quest'ultima e Oruda si estende un tratto di mare chiamato secche Palazzuoli, mentre è separata da Lussino dal canale di Lussino (Lošinjski Kanal). Oruda si sviluppa in direzione nord-ovest/sud-est per 1,18 km e raggiunge una larghezza massima di 430 m; la sua superficie è di 0,406 km².
Oruda ha una forma quasi rettangolare con un breve promontorio sulla costa nord, e alcune piccole insenature a sud e a ovest. Al centro, l'isola raggiunge la sua elevazione massima di 13 m s.l.m. Le coste si sviluppano per 3,02 km. 600 m a sud-est si trova l'isola di Palazziol Piccolo.
Oltre alla macchia mediterranea, sull'isola crescono ulivi e fichi e vi si trovano le rovine di una chiesa del VII secolo.

## Isole adiacenti
- Žnjorcak è un piccolo scoglio ovale, posto 360 m[12] a nord-est di Palazziol Grande. Ha una superficie di 0,0014 km²[13].(44°33′28.4″N 14°35′00.3″E)
- Metlina (greben Metlina) è una piccola roccia situata 2,75 km[14] a nord-nord-ovest di Palazziol Grande. (44°34′41.1″N 14°33′51″E)
- Scoglietto[3] (Hrid), si trova 190 m[15] a sud-est di Palazziol Grande e ha una superficie di 0,0032 km²[13]. (44°32′41″N 14°35′17″E)